# Fluoroform
Fluoroform (systematický název trifluormethan) je fluorovaný derivát uhlovodíku s chemickým vzorcem CHF3. Patří mezi haloformy (trihalomethany), skupinu sloučenin se vzorcem CHX3 (X = halogen). Cíleně se vyrábí a používá se pro řadu různých aplikací (reaktant, prekurzor, chladivo, hasivo). Dále se získává jako vedlejší produkt při výrobě PTFE. V malém množství vzniká také biologicky, dekarboxylací kyseliny trifluoroctové.

## Syntéza
Fluoroform byl poprvé získán Mauricem Meslansem při bouřlivé reakci jodoformu (trijodmethanu) se suchým fluoridem stříbrným v roce 1894. Tuto reakci vylepšil Otto Ruff náhradou fluoridu stříbrného směsí fluoridu rtuťnatého a vápenatého. Záměnná reakce funguje s jodoformem a bromoformem, záměna prvních dvou halogenových atomů fluorem probíhá velmi prudce. Albert Henne toto přeměnil na dvoustupňový proces; v prvním kroku reakcí fluoridu antimonitého s bromoformem vzniká bromdifluormethan, ve druhém se pak jeho reakcí s fluoridem rtuťnatým získá fluoroform. Byla to první účinná metoda syntézy fluorformu.

## Průmyslové aplikace
CHF3 se používá v polovodičovém průmyslu k plazmovému leptání oxidu a nitridu křemičitého.
Pod názvem R-23 či HFC-23 se používá jako užitečné chladivo, případně jako náhrada za chlortrifluormethan (R-13) - je vedlejším produktem jeho výroby.
Používá se také jako hasivo (obchodní značka FE-13) díky nízké toxicitě, nízké reaktivitě a vysoké hustotě. Nahradil dříve používaný bromtrifluormethan v plynových zhášecích systémech.

### Organická chemie
CHF3 je prekurzorem pro přípravu CF3− deprotonací. Molekula je slabě kyselá s pKa = 25–28. Dále je prekurzorem pro CF3Si(CH3)3

## Skleníkový plyn
CHF3 je silným skleníkovým plynem. Sekretariát Clean Development Mechanism odhaduje, že tuna fluoroformu má v atmosféře stejné účinky jako 11 700 tun oxidu uhličitého. Novější práce (IPCC, 2007) naznačuje, že tato ekvivalence, nazývaná také stoletý potenciál globálního oteplování, je ještě o něco vyšší: 14 800. Životnost fluoroformu v atmosféře je 270 let.
Podle zprávy IPCC o klimatu z roku 2007 byl fluoroform zhruba do roku 2001 nejhojnějším fluorovaným uhlovodíkem v atmosféře, než ho překonal 1,1,1,2-tetrafluorethan (R-134a), nyní často používaný v automobilových klimatizacích. Globální emise fluoroformu pocházely v minulosti převážně z bezděčné produkce a uvolňování při výrobě chladiva R-22 (chlordifluormethanu).
Data v databázi emisí skleníkových plynů UNFCCC  ukazují významný pokles emisí fluoroformu ve vyspělých zemích od 90. let 20. století do prvního desetiletí 21. století. Projekty UNFCCC Clean Development Mechanism poskytují od roku 2003 prostředky a podporu pro odstranění emisí fluoroformu vznikajícího jako vedlejší produkt při výrobě R-22 v rozvojových zemích. Podle dat Ozone Secretariat of the World Meteorological Organization se právě rozvojové země staly v posledních letech hlavními producenty chlordifluormethanu. Emise všech fluorovaných uhlovodíků jsou zahrnuty do kjótského protokolu. CHF3 lze likvidovat pomocí elektrického oblouku nebo vysokoteplotním spalováním.